# Passo Fundo (tiểu vùng)
Passo Fundo là một tiểu vùng thuộc bang Rio Grande do Sul, Brasil. Tiều vùng này có diện tích 7077 km², dân số năm 2007 là 300072 người.